# Batterij onder Poederoijen
De Batterij onder Poederoijen is een onderdeel van de Nieuwe Hollandse Waterlinie in Poederoijen in de gemeente Zaltbommel. De batterij is min of meer gelijk aan de Batterij onder Brakel. De beide batterijen zijn kleine verdedigingswerken die het westen van de Bommelerwaard afsluiten tegen aanvallers.
De Batterij onder Poederoijen ligt aan de Maasdijk op twee kilometer ten zuiden van de Batterij onder Brakel. Ten noorden en ten westen van het fort zijn diverse militaire sluizen die noodzakelijk waren voor de inundatie van het voorterrein. De Wilhelminasluis in de Afgedamde Maas ligt ook dichtbij, maar deze speelde voor de inundatie geen rol.
Het fortterrein is ongeveer zes hectare groot. Het heeft aan de keel- of achterzijde een relatief recht beloop en het grondplan lijkt daarom op een hoofdletter 'D'. Het geheel is omgeven door een natte gracht en het forteiland is omringd met aarden wallen. De aanleg duurde van 1879 tot 1886. Door de drassige bodem kampte het fort met verzakkingen en is, net als de Batterij onder Brakel, kleiner uitgevallen dan gepland. 
In het midden staat een gebouw, de kazerne. Dit bomvrije bakstenen gebouw is omstreeks 1880 gebouwd. Het is aan de oostzijde, van waar de vijand werd verwacht, afgedekt met aarde. Deze afdekking moest zorgen voor camouflage en bescherming tegen artillerie. De kazerne telt drie verdiepingen. In de kelder zijn twee regenwaterreservoirs en twee manschappenverblijven. Deze laatste komen ook op de begane grond terug, samen met de keuken en magazijnen voor voedsel en munitie. De munitiekamers zitten recht onder de remises voor de kanonnen op de bovenste verdieping. Er is een lift voor het transport van munitie vanuit de magazijnen naar de kanonnen. De toegangsbrug bij de batterij is behouden terwijl bij de meeste verdedigingswerken deze verloren zijn gegaan.
In de directe omgeving liggen nog betonnen groepsschuilplaatsen uit 1916, deze boden acht man bescherming tijdens bombardementen en beschietingen. Bij het naderen van de Tweede Wereldoorlog volgden nog exemplaren van een nieuwer type. Die maakten deel uit van de Tussenstelling aan de Nieuwendijk. De houten bergloods en fortwachterswoning op het fort zijn geheel tot gedeeltelijk verdwenen. Na vele jaren van leegstand verviel in 1956 de militaire functie van de batterij.
De kazerne en de toegangsbrug zijn in 2012 gerestaureerd. De Stichting Behoud Waterlinie Bommelerwaard (SBWB) werkt eraan om het fort van binnen en buiten leefbaar te maken. Op de plaats van het oude fortwachtershuis staat nu brasserie de Buurman.